# Abdel Halim Muhammad
Abdel Halim Muhammad, né le 10 avril 1910 à Omdurman et mort le 16 avril 2009 à Khartoum, est un homme politique et un dirigeant sportif soudanais.

## Biographie
Docteur de formation après avoir étudié au Gordon Memorial College ainsi qu'à la Kitchener School of Medicine (en), il intègre le Royal College of Physicians à Londres.
Il est directeur de l'hôpital d'Omdurman de 1950 à 1953 et médecin-chef de l'hôpital universitaire de Khartoum de 1954 à 1964.
Il est président du conseil de l'université de Khartoum de 1956 à 1963,  président de l'Association médicale soudanaise de 1949 à 1964 et médecin-conseil auprès du Ministère  de la Santé. Il est maire de Khartoum de 1953 à 1960.
Il siège entre décembre 1964 et juillet 1965 au Conseil suprême de la République du Soudan, le gouvernement provisoire de coalition.
Il est membre du Comité international olympique de 1968 à 1982.
En 1968, il est élu président de la Confédération africaine de football en 1968, succédant à l'Égyptien Mohamed Abdelaziz Moustapha. À l'issue de son mandat, en 1972, il est remplacé par l'Éthiopien Ydnekatchew Tessema, qui va occuper le poste durant quatre mandats consécutifs. À la mort de ce dernier, le 18 août 1987, Muhammad assure l'intérim à la tête de la confédération, le temps de mettre en place de nouvelles élections qui voient la victoire du Camerounais Issa Hayatou le 10 mars 1988.
Il meurt le 16 avril 2009 à Khartoum à l'âge de 99 ans.